# Akihito
Akihito (明仁, Tóquio, 23 de dezembro de 1933) é Imperador Emérito e foi o 125.º Imperador do Japão de 7 de janeiro de 1989 a 30 de abril de 2019, época de Heisei. Sucedeu ao trono do crisântemo após a morte do pai, Imperador Showa. Akihito abdicou do trono devido à sua idade e saúde debilitada, tornando-se Imperador Emérito. Ele foi sucedido por seu filho mais velho, Naruhito, em 1 de maio de 2019.

## Nome e título

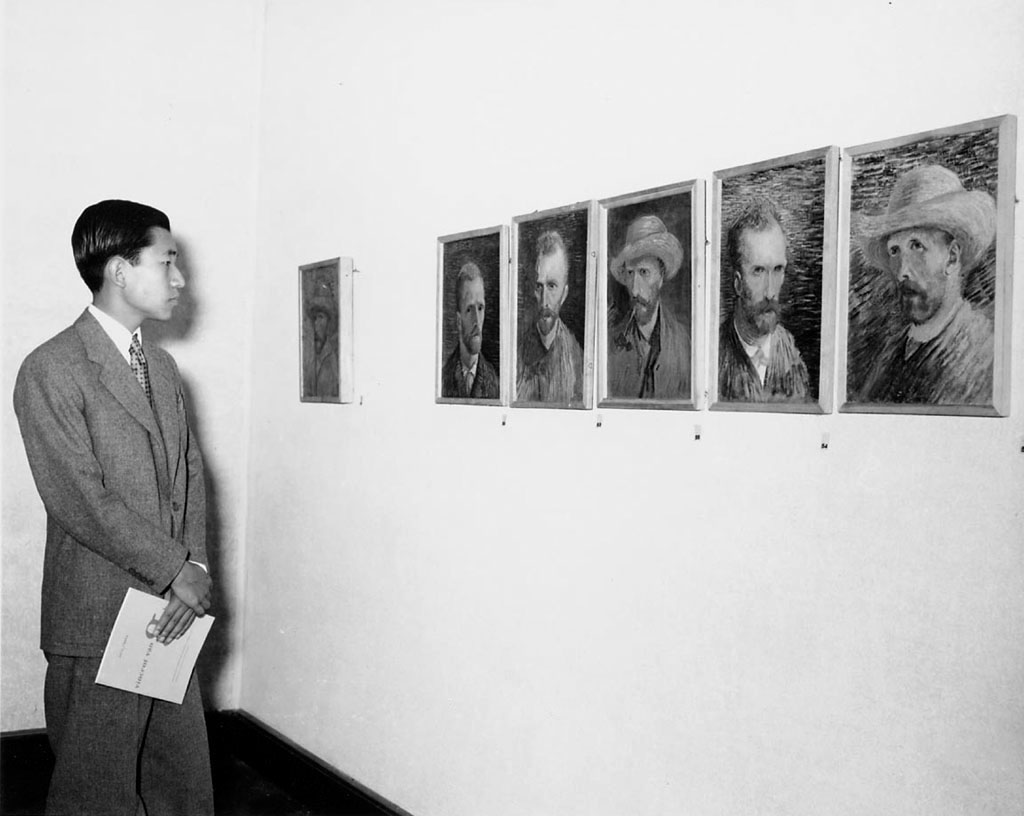
Akihito quando ainda príncipe, em 1953, durante exposição de arte em Amsterdam, Holanda.

No Japão, o Imperador nunca é referido pelo seu nome, mas simplesmente pelo título Sua Majestade, o Imperador (天皇陛下, tennō heika), que pode ser abreviado como Sua Majestade (陛下, heika). Na escrita, o Imperador também é referido formalmente como Imperador Reinante (今上天皇, kinjō tennō). A era do reinado de Akihito possui o nome de Heisei (平成). Será nomeado após sua morte como Imperador Heisei. Porém sua abdicação criou uma nova Era do Imperador Naruhito, o Período Reiwa.

## Biografia
Akihito é o quinto filho do imperador Shōwa e da imperatriz Kōjun. Durante seus primeiros anos, foi criado de maneira imperial tradicional, iniciando sua educação básica na Escola Peers em 1940. De acordo com os costumes japoneses, Akihito foi separado dos seus pais como um menino e criado por camareiros e tutores. Ele morava fora de Tóquio por segurança, durante os últimos anos da Segunda Guerra Mundial, mas voltou para a Escola Peers (de 1949, Gakushūin, embora ele nunca tenha recebido um diploma) após a guerra.
Por causa das mudanças que a guerra trouxe à sociedade japonesa, e a última delas  foi a remoção do poder do imperador para governar de forma além do cerimonial, a educação dele foi ampliada para incluir treinamento na língua inglesa e na cultura ocidental. Sua tutora foi Elizabeth Gray Vining, uma quaker estadunidense. Como seu pai, finalmente adotou a biologia marinha como seu campo de ação.
Em novembro de 1952, Príncipe Akihito foi investido como Kotaishi Denka, e reconhecido como Príncipe Herdeiro na Cerimônia de Chegada da Idade, aos 18 anos, no Palácio Imperial em Tóquio.
Em junho de 1953, o Príncipe Herdeiro representou o Japão na coroação da Rainha Elizabeth II, em Londres.
Após a morte do imperador Hirohito em 7 de janeiro de 1989, Akihito aceitou a posse da espada sagrada, contas e espelho da deusa do sol Amaterasu Omikami como o rito de passagem para o Crisântemo do Trono. Ele se tornou oficialmente o 125º imperador do Japão em 12 de novembro de 1990, cujo reinado designou "Heisei", que se traduz em "Alcançar a Paz".
Diferente de seus antecessores, não recebeu uma comissão como oficial do Exército, a pedido de seu pai, Hirohito.
O então Príncipe Herdeiro e a Princesa Michiko fizeram visitas oficiais a trinta e sete países. Como Príncipe, comparou o papel da realeza Japonesa nos robôs e expressou sua vontade e esperança de trazer a família Imperial mais perto do povo japonês.

### Casamento e Filhos
Em 10 de abril de 1959, casou-se com Michiko Shōda, a filha mais velha do Sr. Hidesaburo Shōda, presidente e último executivo honorário da Companhia Nisshin Flour Milling. Michiko foi a primeira plebeia a se casar com um membro da família imperial.

### Filhos e netos
| Nome                                        | Nascimento              | Casamento e filhos | Observações                                                                |
| ------------------------------------------- | ----------------------- | --- | -------------------------------------------------------------------------- |
| Sua Majestade Imperial o Imperador Naruhito | 23 de fevereiro de 1960 | É casado com Masako Owada desde 9 de junho de 1993. Eles têm uma filha juntos: Aiko, Princesa Toshi.                                        | É o Imperador desde de maio de 2019.                                       |
| Sua Alteza Imperial o Príncipe Akishino     | 30 de novembro de 1965  | É casado com Kiko Kawashima desde 29 de junho de 1990. Eles tem três filhos juntos: a Princesa Mako, a Princesa Kako e o Príncipe Hisahito. | É o 1.º na linha de sucessão e pai do 2.º na linha de sucessão             |
| Sayako Kuroda                               | 18 de abril de 1969     | É casada com Yoshiki Kuroda desde 15 de novembro de 2005. Eles não têm filhos, ainda.                                                       | Como manda a lei, renunciou, para se casar, ao seu título (Princesa Nori). |

## Entronização
Quando ainda eram o casal herdeiro do Japão, Akihito e Michiko realizaram visitas oficiais em pelo menos trinta e sete países.
Em 7 de janeiro de 1989, o Príncipe Herdeiro assumiu o Trono do Crisântemo com a morte de seu pai, tornando-se o 125.º monarca do Japão. O Imperador Akihito foi formalmente entronizado como Imperador do Japão no dia 12 de novembro de 1990.

### Vida como Imperador

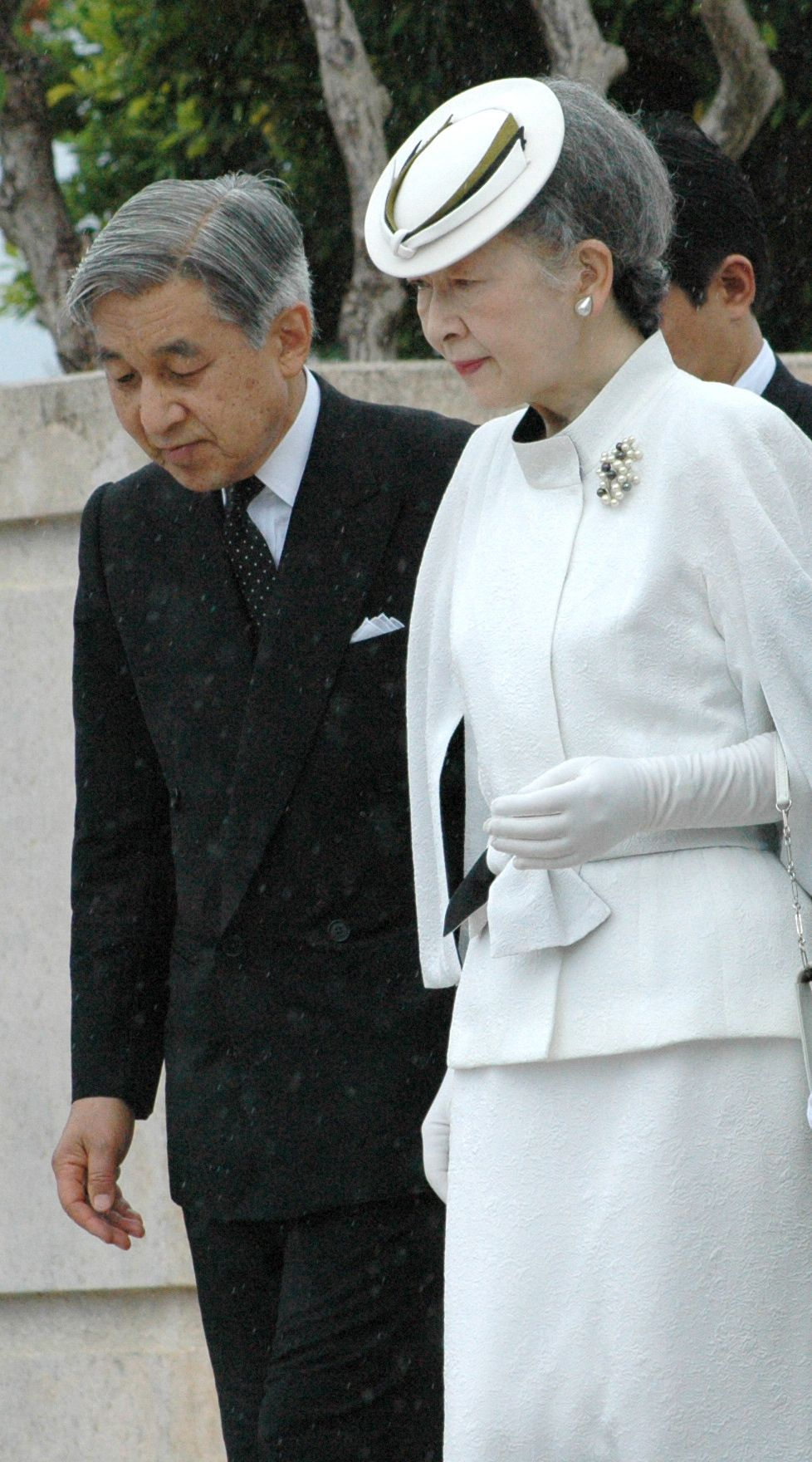
O Imperador Akihito e a Imperatriz Michiko.

Desde que ascendeu ao trono, o Imperador Akihito, ao lado de sua esposa, aproximou a família imperial do povo japonês, visitando as quarenta e sete províncias do Japão. Além disso, o Imperador e a Imperatriz já viajaram para mais outros oitenta países. A 2 de Dezembro de 1993 foi agraciado com o Grande-Colar da Ordem Militar de Sant'Iago da Espada e em 1998, durante uma visita oficial ao Reino Unido, ele foi investido Cavaleiro da Ordem da Jarreteira, tendo sido agraciado com o Grande-Colar da Ordem do Infante D. Henrique de Portugal a 12 de Maio do mesmo ano.
No dia 23 de dezembro de 2001, durante seu anual encontro de aniversário com jornalistas, Akihito, em resposta a uma pergunta, disse que sentia "uma certa afinidade com a Coreia" e explicou que o fato se devia à mãe do Imperador Kammu (736–806), que era uma descendente do Rei Muryeong de Baekje. O Imperador também disse que os coreanos que migravam para o Japão nos tempos antigos apresentaram aspetos importantes de cultura e de tecnologia ao país e apelou para que seus contemporâneos nunca esquecessem o lamentável fato de que nem todos os câmbios do Japão com a Coreia foram amigáveis.
Apesar de ser obrigado a manter sua posição constitucional, Akihito já divulgou seus sentimentos de remorso e de contrição a outros países da Ásia, porque eles sofreram durante a ocupação japonesa. Em abril de 1989, três meses depois da morte de seu pai, Hirohito, expressou remorso à China.
Em junho de 2005, o Imperador visitou um território dos Estados Unidos no Oceano Pacífico, Saipan, o local de uma das batalhas da Segunda Guerra mais importantes de 15 de junho a 9 de julho de 1944 (ver Batalha de Saipan). Acompanhado pela Imperatriz Michiko, ele rezou e ofereceu flores a diversos memoriais, honrando não apenas os japoneses que morreram, como também soldados americanos e coreanos que foram forçados a lutar pelo Japão e nativos locais da ilha. Foi a primeira viagem de um monarca japonês a um campo de batalha da Segunda Guerra a bordo. A jornada em Saipan foi bastante elogiada pelos japoneses, assim como as visitas do Imperador aos memoriais de guerra em Tóquio, Hiroshima, Nagasaki e Okinawa, no ano de 1995.
No dia 6 de setembro de 2006, o Imperador celebrou o nascimento de seu primeiro neto, o Príncipe Hisahito, filho do Príncipe Akishino. Hisahito é o primeiro menino que nasceu na família imperial japonesa em quarenta e um anos; seu nascimento pode acabar com a crise de sucessão ao trono, uma vez que o filho mais velho do Imperador, Naruhito, tem apenas uma filha, a Princesa Aiko. Sob a atual lei de sucessão japonesa, Aiko é incapaz de herdar o trono, por ser do sexo feminino.
No dia 17 de fevereiro de 2012, o imperador Akihito passou por uma cirurgia cardíaca, para a implantação de pontes de safena.

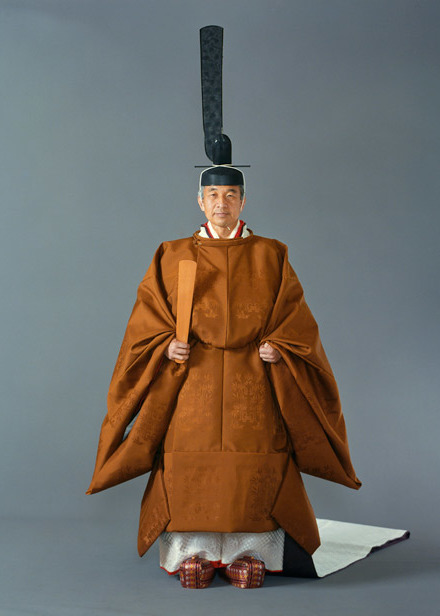
Akihito, em 1990, com as vestimentas tradicionais da entronização do Imperador do Japão.

Em 13 de julho de 2016 anunciou a intenção de abdicar do trono do Crisântemo nos próximos anos, delegando ainda em vida a posição ao seu filho mais velho, o príncipe Naruhito. Em pronunciamento exibido na televisão no dia 8 de agosto de 2016, Akihito afirmou que já não era mais capaz de cumprir com seus compromissos, em virtude da saúde frágil e sua idade avançada Para que pudesse se afastar de suas funções, o parlamento japonês teve que alterar a legislação, que até então não previam a renuncia do Imperador. A 1° de dezembro de 2017, foi confirmado que Akihito renunciaria em 30 de abril de 2019, marcando assim o fim da era Heisei. No dia seguinte Naruhito assumiu o trono, tendo início a era Reiwa e Akihito passou a ser chamado de imperador emérito.

## Saúde
Em dezembro de 2002, foi revelado que o Imperador Akihito tinha sido diagnosticado com câncer de próstata.
Em janeiro de 2003, o imperador Akihito, de 69 anos, foi submetido a uma cirurgia para que sua próstata cancerosa fosse removida. A cirurgia foi realizada por uma equipe liderada pelo presidente do National Cancer Center. O câncer havia sido descoberto em um exame médico algumas semanas antes. O príncipe herdeiro assumiu os deveres oficiais enquanto o pai se recuperava. Desde a cirurgia, o Imperador recebeu injeções hormonais uma vez por mês para deter o crescimento do câncer. O afinamento dos ossos são um efeito secundário desse tratamento.
Em fevereiro de 2008, foi anunciado que o Imperador recuar nos deveres oficiais, porque o Imperador arriscava desenvolver osteoporose por causa do tratamento hormonal. Em dezembro, o Imperador cancelou alguns deveres oficiais por causa de uma "onda temporária". Pressão arterial alta, pulso irregular e sangramento no estômago e no intestino delgado que se dizia "devido ao estresse". O Imperador saudou o público da varanda do Palácio Imperial, fez um pequeno discurso e organizou banquetes aos 75 anos de idade, mas de outra forma restringiu suas atividades por causa de preocupações com sua saúde.
No início de 2009, anunciou que os deveres do Imperador e da Imperatriz seriam reduzidos em resposta a problemas de saúde sofridos por ambos. Em um comunicado divulgado pela Agência Imperial da Casa, os discursos às multidões seriam reduzidos de 16 para 10 e discursos, cerimônias de premiação e visitas a partes do Japão também seriam reduzidas com o Shunsai — um evento de festival no Palácio Imperial todos os meses — conduzido por funcionários do palácio. Em fevereiro, o príncipe da coroa prometeu fazer o melhor para "aliviar o fardo do Imperador" à luz da diminuição da saúde do Imperador.
Em fevereiro de 2011, o Imperador passou a noite no hospital depois de ter sido diagnosticado com arteriosclerose em suas artérias coronárias. Ele foi ao hospital para testes depois de mostrar sintomas de isquemia cardíaca — uma condição causada pelo fluxo sanguíneo insuficiente para o coração. Os sintomas surgiram durante check-up regular do imperador em janeiro. Ele recebeu medicamentos e disse que poderia continuar seus deveres e realizar exercícios como tênis e caminhadas. Em novembro, o Imperador Akihito foi tratado no Hospital da Universidade de Tóquio para pneumonia brônquica e alta febre. Ele permaneceu lá durante 18 dias e retomou seus deveres oficiais alguns dias depois de sua libertação, atendendo a um serviço comemorativo com a Imperatriz Michiko para os bombeiros mortos no terremoto do Maravilhoso Oriente de 11 de março. Sua imagem, vista no Minato Ward de Tóquio, foi cortada da TV porque ele ainda estava se recuperando. O Imperador sofreu um exame médico depois de experimentar sintomas de isquemia cardíaca, fluxo sanguíneo insuficiente para o coração, quando estava envolvido em exercício extenuante. O teste encontrou sua artéria circunflexa esquerda, o que diminuiu 75 por cento a 90 por cento, e a artéria descendente anterior esquerda, atravessando a frente do coração para baixo, em cerca de 75 por cento. O Imperador ficou com medicação.
Em fevereiro de 2012, o Imperador sofreu cirurgia de desvio cardíaco no Hospital da Universidade de Tóquio. Os médicos encarregados da operação disseram que decidiram realizar a cirurgia depois de concluir que iria melhorar a qualidade de vida do imperador de 78 anos. O Imperador teria expressado sua compreensão da decisão dos médicos como a melhor opção de tratamento. Ichiro Kanazawa, supervisor médico da Casa Imperial e outros que examinaram o Imperador descobriram que sua artéria circunflexa esquerda se estreitava ainda mais. Embora o tratamento continuado com remédio seja uma opção, os médicos disseram que decidiram realizar uma cirurgia de desvio cardíaco para garantir um fluxo sanguíneo suficiente e permitir que o Imperador permaneça ativo. A cirurgia foi conduzida por uma equipe de médicos do Hospital da Universidade de Tóquio e do Hospital Universitário de Juntendo, conhecido por sua ampla experiência em cirurgia de marcapasso cardíaco. De acordo com Ryohei Yozu, professor de cirurgia cardiovascular na Faculdade de Medicina da Universidade de Keio, marcapasso cardíaco é mais eficaz do que a terapia baseada em cateter na restauração do fluxo sanguíneo.
A cirurgia foi completada em cerca de quatro horas. Quando funcionários do hospital disseram à Imperatriz que tudo acabou sem problemas, ela ficou visivelmente aliviada. A Imperatriz do Japão ficou satisfeita com uma infusão de sangue, o que aumenta o risco de complicações, mas então era desnecessário, e ela expressou sua profunda gratidão aos médicos. Após o despertar da anestesia na sala de operações, o Imperador do Japão acordou várias vezes enquanto os médicos conversavam com ele. Em seguida, o Imperador foi transferido para uma unidade de terapia intensiva, onde foi visitado pela Imperatriz e sua filha, Sayako Kuroda, por um curto período de tempo. Durante a operação do Imperador, os médicos encontraram ritmos cardíacos irregulares no átrio do coração. Nos dias que virão, eles acompanharão a condição do imperador ao redor do relógio para possíveis ritmos cardíacos irregulares e mudanças perigosas na pressão sanguínea.
O imperador passou com sucesso a cirurgia em 18 de fevereiro e deixou o hospital em 4 de março. Mais tarde, ele foi tratado duas vezes para remover o líquido na cavidade torácica. O imperador retomou seus deveres completos após 53 dias de ausência para cirurgia de desvio cardíaco. Naquele momento, o gabinete do primeiro-ministro Yoshihiro Noda levantou uma medida que transferiu temporariamente os deveres do imperador para o Príncipe Herdeiro Naruhito.

## Títulos Nobiliárquicos e tratamentos
- 23 de dezembro de 1933 – 10 de novembro de 1952: Sua Alteza Imperial, O Príncipe Akihito do Japão
- 10 de novembro de 1952 – 7 de janeiro de 1989: Sua Alteza Imperial, O Príncipe Herdeiro
- 7 de janeiro de 1989 – 30 de abril de 2019: Sua Majestade Imperial, O Imperador
- 30 de abril de 2019 – Atualidade: Sua Majestade Imperial, O Imperador Emérito do Japão

## Ancestrais

Bandeira do Imperador do Japão.

|  |                            |  |  |  |  |  |  |  |  |  |  |  |  |
|  | Imperador Meiji            |  |  |  |  |  |  |  |  |  |  |  |  |
|  |                            |  |  |  |  |  |  |  |  |  |  |  |  |
|  |                            |  |  |  |  |  |  |  |  |  |  |  |  |
|  | Imperador Taishō           |  |  |  |  |  |  |  |  |  |  |  |  |
|  |                            |  |  |  |  |  |  |  |  |  |  |  |  |
|  |                            |  |  |  |  |  |  |  |  |  |  |  |  |
|  | Imperatriz Shōken          |  |  |  |  |  |  |  |  |  |  |  |  |
|  |                            |  |  |  |  |  |  |  |  |  |  |  |  |
|  |                            |  |  |  |  |  |  |  |  |  |  |  |  |
|  | Imperador Shōwa            |  |  |  |  |  |  |  |  |  |  |  |  |
|  |                            |  |  |  |  |  |  |  |  |  |  |  |  |
|  |                            |  |  |  |  |  |  |  |  |  |  |  |  |
|  | Príncipe Michitaka Kujō    |  |  |  |  |  |  |  |  |  |  |  |  |
|  |                            |  |  |  |  |  |  |  |  |  |  |  |  |
|  |                            |  |  |  |  |  |  |  |  |  |  |  |  |
|  | Imperatriz Teimei          |  |  |  |  |  |  |  |  |  |  |  |  |
|  |                            |  |  |  |  |  |  |  |  |  |  |  |  |
|  |                            |  |  |  |  |  |  |  |  |  |  |  |  |
|  | Noma Ikuko                 |  |  |  |  |  |  |  |  |  |  |  |  |
|  |                            |  |  |  |  |  |  |  |  |  |  |  |  |
|  |                            |  |  |  |  |  |  |  |  |  |  |  |  |
|  | Imperador Akihito          |  |  |  |  |  |  |  |  |  |  |  |  |
|  |                            |  |  |  |  |  |  |  |  |  |  |  |  |
|  |                            |  |  |  |  |  |  |  |  |  |  |  |  |
|  | Príncipe Asahiko Kuni      |  |  |  |  |  |  |  |  |  |  |  |  |
|  |                            |  |  |  |  |  |  |  |  |  |  |  |  |
|  |                            |  |  |  |  |  |  |  |  |  |  |  |  |
|  | Príncipe Kuni Kuniyoshi    |  |  |  |  |  |  |  |  |  |  |  |  |
|  |                            |  |  |  |  |  |  |  |  |  |  |  |  |
|  |                            |  |  |  |  |  |  |  |  |  |  |  |  |
|  | Isume Makiko               |  |  |  |  |  |  |  |  |  |  |  |  |
|  |                            |  |  |  |  |  |  |  |  |  |  |  |  |
|  |                            |  |  |  |  |  |  |  |  |  |  |  |  |
|  | Imperatriz Kōjun           |  |  |  |  |  |  |  |  |  |  |  |  |
|  |                            |  |  |  |  |  |  |  |  |  |  |  |  |
|  |                            |  |  |  |  |  |  |  |  |  |  |  |  |
|  | Príncipe Tadayoshi Shimazu |  |  |  |  |  |  |  |  |  |  |  |  |
|  |                            |  |  |  |  |  |  |  |  |  |  |  |  |
|  |                            |  |  |  |  |  |  |  |  |  |  |  |  |
|  | Princesa Chikako Shimazu   |  |  |  |  |  |  |  |  |  |  |  |  |
|  |                            |  |  |  |  |  |  |  |  |  |  |  |  |
|  |                            |  |  |  |  |  |  |  |  |  |  |  |  |
|  | Hiro Sumako                |  |  |  |  |  |  |  |  |  |  |  |  |
|  |                            |  |  |  |  |  |  |  |  |  |  |  |  |
|  |                            |  |  |  |  |  |  |  |  |  |  |  |  |